# 卡纳维拉尔角空军基地2号发射台
卡纳维拉尔角2号发射复合体 (LC-2)是美国的位于卡纳维拉尔角空军基地的一处已停用的发射场。LC-2位于卡纳维拉尔角最东端，与1，3，4号一同建造于20世纪50年代早期，用于鲨蛇导弹计划。发射场首次使用是1954年2月18日。该发射场一直承担鲨蛇发射任务知道1960年，随后在水星计划期间充作直升飞机停机场。发射场最后一次使用是80年代承担系留高空雷达气球试验。